# 兼并阿穆尔

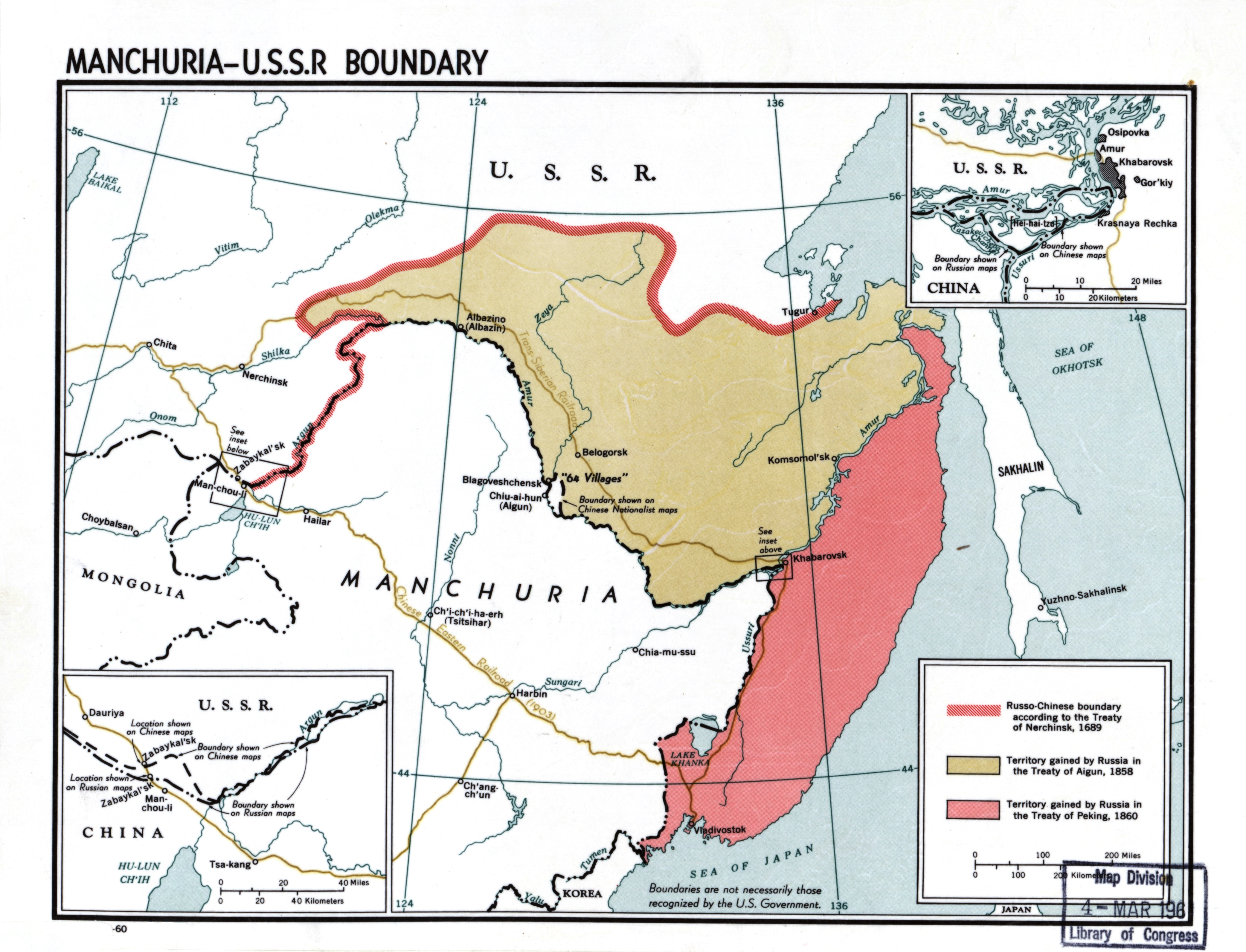
紅線為1689年尼布楚條約雙方訂明同意之中俄邊界；黃色為1858年璦琿條約失土，紅色為1860北京條約 失土。庫頁島部份，北京條約並無包括該島，故此圖並無包括著色，但尼布楚條約有列明庫頁島隸屬大清，故仍屬俄國於條約外非法竊佔。

兼併阿穆爾為1858-60年間沙俄透過武力脅迫不平等條約，強行自大清割佔吞併外滿州（俄稱阿穆爾地區）的歷史事件。
外滿州地域涵蓋外兴安岭以南、黑龍江以北、乌苏里江以东、库页岛加上江东六十四屯合计一百多万平方公里土地，歷史上为扶餘國、室韦、黑水靺鞨、女真等部族居住區域，先後為辽朝、金朝、元朝、明朝和清朝等政权所统治。1689年（康熙二十八年），大清與沙俄簽署《尼布楚條約》，條約清楚列明外滿主權隸屬大清。
1858年5月英法聯軍入侵，俄国乘联军进犯天津、威胁北京之际，遣东西伯利亚总督尼古拉·穆拉维约夫率领多艘軍艦驶至瑷珲（今黑龍江省黑河市），向清朝黑龙江将军奕山提出俄方拟定的条约草案，主張以黑龙江为中俄國界，威脅若敢不從即联手英法犯清，更甚至於双方交涉期間令軍艦鸣枪放炮恐嚇。最終奕山於28日屈服签订《瑷珲条约》，黑龍江以北之國土盡數拱手割予沙俄，烏蘇里江以東之疆域則由中俄共同管理。兩年後，沙俄自詡調停戰事有功，再度脅迫清廷簽訂《中俄北京條約》，先前中俄共管之區域亦相繼落入沙俄手中，大清完全喪失日本海出海口。自此外滿全境盡數淪落俄國手中並為其割佔至今。
今日外滿尚由俄羅斯聯邦所統治，分別隸屬其遠東地區下之阿穆爾州、猶太自治州、濱海邊疆區及哈巴羅夫斯克邊疆區南半部等不同聯邦主體。